# Lee Heung-sil
Lee Heung-sil (ur. 28 maja 1961 w Chinhae) – były południowokoreański piłkarz występujący na pozycji pomocnika.

## Kariera klubowa
Lee karierę rozpoczynał w 1980 roku w drużynie z Hanyang University. W 1985 roku trafił do POSCO Atoms. Grał tam przez osiem sezonów. W tym czasie zdobył z zespołem dwa mistrzostwa Korei Południowej (1986, 1988) oraz wywalczył dwa wicemistrzostwa Korei Południowej (1985, 1987). W 1992 roku zakończył karierę z liczbą 169 spotkań i 47 bramek w barwach Pohang Steelers.

## Kariera reprezentacyjna
W 1990 roku Lee został powołany do reprezentacji Korei Południowej na Mistrzostwa Świata. 21 czerwca 1990 roku w meczu fazy grupowej tego turnieju z Urugwajem (0:1) Lee rozegrał swoje jedyne spotkanie w drużynie narodowej. Tamten mundial Korea Południowa zakończyła na fazie grupowej.